# 小林一夫 (政治家)
小林 一夫（こばやし かずお、1929年（昭和4年）1月24日 - 2007年（平成19年）12月13日）は、昭和から平成時代前期の政治家。埼玉県熊谷市長。埼玉県議会議員（1期）。熊谷市名誉市民。 現熊谷市長の小林哲也は実子。

## 経歴
埼玉県大里郡熊谷町（現熊谷市）出身。明治大学法学部卒業。熊谷市議会議員（3期）、同議長を経て、1983年（昭和58年）、自由民主党公認で埼玉県議会議員に当選。ついで1期目途中の1986年（昭和61年）、熊谷市長増田敏男の衆院選立候補（落選）による辞職に伴う市長選挙に立候補し、当選した。市長は2002年まで4期務めた。2007年に死去した。

## 栄典
勲章等
- 1994年（平成6年） - 藍綬褒章[1]